# 김강익
김강익(1961년 12월 5일 ~)은 OB 베어스의 전 야구 선수다.

## 특이 사항
1987년 대구 삼성전에서 7회에 구원 등판해 혼자서 10자책점을 기록했던 적이 있다. 이 기록은 KBO 역대 한 이닝 최다 자책점 기록이다.

## 출신 학교
- 대구고등학교
- 중앙대학교

## 같이 보기
- 1987년 OB 베어스 시즌